# Lacerta strigata
Espèce
Synonymes
- Lacerta viridis var. woosnami Boulenger, 1917

Statut de conservation UICN

 LC  : Préoccupation mineure
Lacerta strigata est une espèce de sauriens de la famille des Lacertidae.

## Répartition
Cette espèce se rencontre en Ciscaucasie en Russie, en Géorgie, en Azerbaïdjan, en Arménie, dans le nord-est de la Turquie, dans le nord de l'Iran et dans le sud-ouest du Turkménistan. Elle se rencontre jusqu'à 2 800 m d'altitude.

## Publication originale
- (la) Eichwald, 1831 : Zoologia specialis, quam expositis animalibus tum vivis, tum fossilibus potissimuni rossiae in universum, et poloniae in specie, in usum lectionum publicarum in Universitate Caesarea Vilnensi. Zawadski, Vilnae, vol. 3, p. 1-404 (texte intégral).